# Grünen (Fluss)
Die Grünen (auch Grüene) ist ein rechter Nebenfluss der Emme im Schweizer Kanton Bern. Sie entwässert 81,1 Quadratkilometer des unteren Emmentals und ist mit ihrem längsten Quellbach, dem Hornbach, 20,3 Kilometer lang.

## Name
Der Name leitet sich von Grien ab, was so viel wie Kies oder Geschiebe bedeutet. Ausser diesem führt die Grünen Waschgold mit sich.

## Geographie

### Verlauf
Die Grünen entsteht aus dem Zusammenfluss ihres rechten Oberlaufs Hornbach und ihres linken Oberlaufs Churzeneibach auf etwa 740 m bei Wasen im Emmental in der Gemeinde Sumiswald. Sie fliesst in zwei kleinen Bögen in südwestliche Richtung und mündet bei Ramsei in der Gemeinde Lützelflüh in die Emme. Ihre wichtigsten Nebenflüsse sind der Griesbach bei Sumiswald und der Dürrbach bei Grünenmatt.

### Einzugsgebiet
Das 81,1 km² grosse Einzugsgebiet der Grünen liegt im Emmental und wird durch sie über die Emme, die Aare und den Rhein zur Nordsee entwässert.
Es besteht zu 42,8 % aus bestockter Fläche, zu 50,9 % aus Landwirtschaftsfläche, zu 5,6 % aus Siedlungsflächen und zu 0,7 % aus unproduktiven Flächen.
Flächenverteilung
Die mittlere Höhe des Einzugsgebietes beträgt 885,5 m ü. M., die minimale liegt bei 590 m ü. M. und die maximale bei 1344 m ü. M.

### Zuflüsse
- Hornbach (rechter Quellbach), 10,9 km, 22,4 km², 0,53 m³/s
- Churzeneibach (linker Quellbach), 8,8 km, 14,7 km², 0,33 m³/s
- Stauleregräbli (Stauerengräbli) (rechts), 2,0 km, 1,28 km²
- Sülbachgräbli (rechts), 1,1 km
- Obereigrabe (rechts), 0,9 km, 0,79 km²
- Schabeleengräbli  (rechts), 0,5 km
- Riedbodegräbli[8] (rechts), 0,4 km
- Murberggräbli[8] (rechts), 0,3 km
- Nussboumgräbli (links), 1,0 km
- Staulegräbli (links), 2,4 km, 1,26 km²
- Spittelgräbli (links), 0,4 km
- Weiersmattgrabe  (links), 0,8 km
- Wolfgrabe (links), 0,5 km
- Uezgräbli (links), 0,4 km
- Chappelemattgräbli  (links), 1,4 km
- Griesbach (rechts), 7,9 km, 10,3 km², 0,2 m³/s
- Flüelegrabe (rechts), 2,1 km
- Trachselgräbli[9] (links), 1,7 km
- Mattegräbli[9] (links), 0,5 km
- Dürrbach (links), 5,6 km, 18,4 km², 0,38 m³/s
- Räckholtergräbli (links), 0,2 km

## Hydrologie
An der Mündung der Grünen in die Emme beträgt ihre modellierte mittlere Abflussmenge (MQ) 1,71 m³/s. Ihr Abflussregimetyp ist pluvial supérieur und ihre Abflussvariabilität beträgt 24.